# Mereu la mijloc (serial)
Mereu la mijloc (engleză Stuck in the Middle) este un serial de televiziune american dezvoltat de Alison Brown și Linda Videtti Figueiredo, și creat de Alison Brown ce a avut premiera pe Disney Channel în data de 14 februarie 2016. Serialul îi are în rolurile principale pe Jenna Ortega, Ronni Hawk, Isaak Presley, Ariana Greenblatt, Kayla Maisonet, Nicolas Bechtel, Malachi Barton, Cerina Vincent și Joe Nieves.

## Povestea
Stabiliți în Massachusetts, serialul spune povestea familiei Diaz, concentrându-se pe Harley, mijlocul celor șapte copii. Harley își face loc, folosindu-și abilitățile de copil minune în inginerie pentru a face față problemelor dintr-o familie numeroasă.

## Personaje

### Principale
- Harley Diaz (Jenna Ortega) este al 4-lea copil din familie și un tânăr inginer. Ea este personajul principal din serie.
- Rachel Diaz (Ronni Hawk) este cea mai mare dintre toti și sora mai mare a lui Harley. Aceasta având 16 ani.
- Ethan Diaz (Isaak Presley), este unul dintre cei mai vechi dintre frații lui Harley .El este, de asemenea un bun muzician.
- Daphne Diaz (Ariana Greenblatt), Daphne este cea mai mica dintre cei șapte copii și sora mai mică a lui Harley.
- Georgie Diaz (Kayla Maisonet) este una dintre surorile mai mari a lui Harley și al doilea cel mai vechi dintre cei șapte, așa cum se sugerează într-un episod anumit,ea este baschetbalistă la școala ei.
- Lewie Diaz (Nicolas Bechtel) este unul dintre cei doi frați mai mici a lui Harley și geamănul lui Beast.
- Beast Diaz (Malachi Barton) este unul dintre cei doi frați mai mici a lui Harley și geamănul lui Lewie.
- Suzy Diaz (Cerina Vincent) este mama lui Harley, care are rareori timp să stea cu copiii ei.
- Tom Diaz (Joe Nieves) este tatăl lui Harley, care lucrează la un magazin marin numit "Tom's Bait and Bite", care vinde echipamente de camping și de pescuit.

### Secundare
- Bethany Peters (Lauren Pritchard), este un vecin al familiei Diaz, care îi critică în mod regulat pe Suzy și Tom părinți copiilor lor. Ea este o mamă protectoare pentru fiica ei Ellie.
- Ellie Peters (Lulu Lambros) este fiica lui Bethany. Ellie este cea mai buna prietena a lui Harley și este în aceeași echipa de baschet ca Georgie. În "Blocat în cometa lui Harley", este dezvăluit faptul că lui Ellie îi este frică de înălțimi, obscuritate și păsări.
- Cuff (Brett Pierce) este un adolescent iresponsabil, care este prietenul lui Rachel și este detestat de Tom. Atunci când Cuff lucrează scurt timp la magazinul marin al lui Tom în "Blocat cu prietenul sorei mele", real, primul său nume este dovedit a fi Warren.

## Producție
Producția serialului a început în noiembrie 2015. Avanpremiera seriei a avut loc în data de 15 februarie 2016, pe Disney Channel, pentru ca următoarele episoade să înceapă a fi difuzate din 11 martie 2016.
Disney Channel a reînnoit Stuck in the Middle pentru încă un sezon (al doilea) pe 15 iulie 2016. Cel de-al doilea sezon a avut premiera pe 14 februarie 2017. 
Pe 31 august 2016, Disney Channel a reînnoit serialul pentru sezonul trei. Sezonul trei a avut premiera pe 8 decembrie 2017.

## Sezoane
| Sezon | Sezon | Episoade | Premiera originală | Premiera originală | Premiera în România | Premiera în România |
| Sezon | Sezon | Episoade | Început            | Sfârșit            | Început             | Sfârșit             |
| ----- | ----- | -------- | ------------------ | ------------------ | ------------------- | ------------------- |
|       | 1     | 17       | 14 februarie 2016  | 22 iulie 2016      | 10 septembrie 2016  | 26 februarie 2017   |
|       | 2     | 20       | 3 februarie 2017   | 27 octombrie 2017  |                     | 17 martie 2018      |
|       | 3     | 20       | 8 decembrie 2017   | 23 iulie 2018      |                     |                     |

## Premiera internațională
| Țara | Canal                         | Premieră sezon 1   | Premieră sezon 2 | Premieră sezon 3 | Titlul                         |
| --- | ----------------------------- | ------------------ | ---------------- | ---------------- | ------------------------------ |
| SUA | Disney Channel SUA            | 14 februarie 2016  | 3 februarie 2017 | 8 decembrie 2017 | Stuck in the middle            |
| Canada | Disney Channel Canada         | 14 februarie 2016  | 3 februarie 2017 | 8 decembrie 2017 | Stuck in the middle            |
| Regatul Unit | Disney Channel UK             | 15 aprilie 2016    |                  |                  | Stuck in the middle            |
| Spania | Disney Channel Spania         | 10 iunie 2016      | 9 iunie 2017     |                  | Entre Hermanos                 |
| Portugalia | Disney Channel Portugalia     | 10 iunie 2016      | 15 mai 2017      |                  | A Irmã do Meio                 |
| Israel | Disney Channel Israel         | 4 iulie 2016       | 4 aprilie 2017   |                  | הארלי באמצע                    |
| Brazilia | Disney Channel Brazilia       | 6 august 2016      | 4 iunie 2017     |                  | A Irmã do Meio                 |
| Argentina Bolivia Chile Columbia Cuba Costa Rica Ecuador El Salvador Guatemala Honduras Nicaragua Mexic Panama Paraguay Peru Republica Dominicană Uruguay Venezuela | Disney Channel Latinoamérica  | 6 august 2016      | 14 mai 2017      |                  | Atrapada en el medio           |
| Polonia | Disney Channel Polonia        | 29 august 2016     | 26 iunie 2017    |                  | Rodzinka od środka             |
| Franța | Disney Channel Franța         | 3 septembrie 2016  | 5 mai 2017       |                  | Harley, le cadet de mes soucis |
| Ungaria | Disney Channel Ungaria        | 3 septembrie 2016  | 19 iunie 2017    |                  | A zűr közepén                  |
| Republica Cehă | Disney Channel Republica Cehă | 3 septembrie 2016  | 19 iunie 2017    |                  | Život uprostřed                |
| România | Disney Channel România        | 10 septembrie 2016 | 19 iunie 2017    |                  | Mereu la mijloc                |
| Bulgaria | Disney Channel Bulgaria       | 10 septembrie 2016 | 19 iunie 2017    |                  | Аз съм по средата              |
| Italia | Disney Channel Italia         | 17 septembrie 2016 | 16 iunie 2017    |                  | Harley in mezzo                |
| Germania | Disney Channel Germania       | 7 martie 2017      |                  |                  | Mittendrin und kein Entkommen  |
| Japonia | Disney Channel Japonia        | 28 mai 2017        |                  |                  | ハーレーはド真ん中             |